# 34179 Bryanchun
34179 Bryanchun este o planetă minoră (asteroid) din centura de asteroizi. A fost descoperită pe 24 august 2000 la Experimental Test Site⁠(d) de Lincoln Near-Earth Asteroid Research. 
Obiectul prezintă o orbită caracterizată de o semiaxă mare de 3,0146673 UAi, o excentricitate de 0,14, o înclinație de 2,35067 ° în raport cu ecliptica.